# Liste der Baudenkmäler in Bedingrade
Die Liste der Baudenkmäler in Bedingrade enthält die denkmalgeschützten Bauwerke auf dem Gebiet von Essen-Bedingrade, Stadtbezirk IV, in Nordrhein-Westfalen (Stand: Oktober 2018). Diese Baudenkmäler sind in der Denkmalliste der Stadt Essen eingetragen; Grundlage für die Aufnahme ist das Denkmalschutzgesetz Nordrhein-Westfalen (DSchG NRW).

| Bild                      | Bezeichnung               | Lage                        | Beschreibung | Bauzeit                | Eingetragen seit | Denkmal- nummer |
| ------------------------- | ------------------------- | --------------------------- | --- | ---------------------- | ---------------- | --------------- |
| Ehemaliger Brinkmannshof  | Ehemaliger Brinkmannshof  | Bedingrader Straße 40 Karte | Hof bereits 1332 im Essener Kettenbuch genannt, noch vorhandenes Hofgebäude aus Fachwerk aus dem Jahr 1752                                                 | 1752                   | 14. Februar 1985 | 38              |
| weitere Bilder            | Wasserturm                | Frintroper Straße 326 Karte | Höhe des Turms: 44,15 Meter | 1897                   | 12. Oktober 1995 | 863             |
| Steenkampskotten          | Steenkampskotten          | Reuenberg 47a Karte         | Niederdeutsches Hallen-Fachwerkhaus mit Stallteil | 1784–1786              | 14. Mai 1987     | 168             |
| Stammhaus                 | Stammhaus                 | Schloßstraße 357 Karte      | als Rodtehuis erstmals 1604 erwähnt, tonnengewölbter Keller als ältestes Gebäudeteil erhalten, zweigeschossiger Fachwerkbau aus dem frühen 19. Jahrhundert | frühes 19. Jahrhundert | 14. Mai 1987     | 202             |
| Ehemaliger Beckermannshof | Ehemaliger Beckermannshof | Schnitterweg 52 Karte       | Ehemaliger Beckermannshof mit seitlichem Stallanbau | 1779                   | 14. Februar 1985 | 39              |